# Le Virage du diable
Pour plus de détails, voir Fiche technique et Distribution.
Le Virage du diable (titre original : The Devil's Hairpin) est un film américain réalisé et interprété par Cornel Wilde sorti en 1957.

## Synopsis
Ancien champion de course automobile resté invaincu, Nick Jargin est devenu gérant d'une boîte de nuit. Ses victoires et sa réputation ont fait de lui un homme égoïste, notamment à l'égard de son frère qui a été gravement blessé lors d'une compétition. Mais lorsqu'il est piqué au vif et que sa petite amie Kelly le quitte, Nick décide de reprendre les courses...

## Fiche technique
- Titre original : The Devil's Hairpin
- Réalisation : Cornel Wilde
- Scénario : James Edmiston et Cornel Wilde d'après le roman de James Edmiston (non crédité)
- Directeur de la photographie : Daniel L. Fapp
- Montage : Floyd Knudtson
- Musique : Van Cleave
- Costumes : Edith Head
- Production : Cornel Wilde
- Genre : Film d'action, Drame
- Pays :  États-Unis
- Durée : 83 minutes (1 h 23)
- Date de sortie :
  -  États-Unis : 4 octobre 1957
  -  France : 5 septembre 1958
- Affiche : Enzo Nistri (Italie)

## Distribution
- Cornel Wilde (VF : Michel Gudin) : Nick Jargin
- Jean Wallace (VF : Raymonde Reynard) : Kelly James
- Arthur Franz (VF : Jean-Claude Michel) : Danny Rhinegold
- Mary Astor (VF : Nicole Vervil) : Mrs. Jargin
- Paul Fix (VF : Albert Montigny) : Doc Addams
- Larry Pennell (VF : Jacques Thébault) : Johnny Jargin
- Gerald Milton (VF : Émile Duard) : Mike Houston
- Ross Bagdasarian (VF : Henry Djanik) : Tani Ritter
- Jack Kosslyn : Tony Botari
- Morgan Jones (VF : Claude Péran) : Chico Martinez
- Louis Wilde (VF : Lita Recio) : Louis, le perroquet (voix)
- Jack Latham (VF : Maurice Dorléac) : l'annonceur de la course
- Carter Mullaly Jr. (VF : Bernard Musson) : Jack Bennett, le barman
- Dorene Porter (VF : Joëlle Janin) : la jeune femme blonde